# Hafnarfjörður
Hafnarfjörður är den tredje mest befolkade staden på Island, efter Reykjavik och Kópavogur. Dessa tre städer ligger dock mycket tätt och de utgör huvuddelarna av Reykjaviks storstadsområde. På senare tid har de, i synnerhet Reykjavik och Kópavogur, växt ihop. 
Hafnarfjörður är en hamnstad som ligger vid sydvästkusten av ön cirka 10 kilometer söder om den isländska huvudstaden Reykjavik. På 1400- och 1500-talet var staden Islands viktigaste handelsplats. I Hafnarfjörður hålls årligen en vikingfestival där entusiaster från hela världen kommer för att visa upp och se föremål från denna tid.

## Historia
| År   | Innevånare |
| ---- | ---------- |
| 1910 | 1 547      |
| 1920 | 2 366      |
| 1930 | 3 591      |
| 1940 | 3 686      |
| 1950 | 5 087      |
| 1960 | 7 160      |
| 1970 | 9 696      |
| 1980 | 12 205     |
| 1990 | 15 151     |
| 1995 | 17 537     |
| 2000 | 19 640     |
| 2005 | 22 451     |
| 2006 | 23 674     |
| 2007 | 24 839     |
| 2008 | 25 837     |
| 2011 | 26 099     |

Namnet Hafnarfjörður betyder hamnfjord och pekar på den naturliga hamn som samhället är byggt kring. Samhället nämndes första gången i den medeltida Landnamsboken och de första bevisen på resor till Hafnarfjörður dateras till slutet av 1300-talet. Engelska handelsmän började handla med staden under 1400-talet, men tyskarna följde snart efter och drev ut engelsmännen. Den första lutherska kyrkan på Island byggdes vid Háigrandi, mitt emot Óseyri vid den lilla båthamnen 1533. Köpmän från Hansan kom till staden 1602 och slog sig ner vid Hvaleyri. Samtidigt etablerade Danmark ett handelsmonopol på Island vilket fanns till slutet av 1700-talet. Under denna tid var Hafnarfjörður Islands viktigaste handelscentrum.
Bjarni Sívertsen bosatte sig i staden 1793 och blev en viktig och inflytelserik lokal affärs- och handelsman inom fiskeindustrin. Ända sedan dess har han blivit sedd som Hafnarfjörðurs fader och kallas för Sir Bjarni. Runt 1870 utvecklades fisket på Island dramatiskt då bosättarna bytte ut sina tidiga roddbåtar mot större fartyg. Detta medförde att staden växte snabbt och fler anställdes inom fiskenäringen. Sina första municipala rättigheter fick stade 1908 och den första borgmästaren var Páll Einarsson, som senare blev borgmästare i Reykjavik. Den första vägen mellan Reykjavik och Hafnarfjörður färdigställdes 1898. Islands första vattenkraftverk byggdes i Hafnarfjörður 1904.
Islands första trålare, Coot, var verksam i Hafnarfjörður mellan 1905 och 1908 och dess oljepanna visas för allmänheten i rondellen mellan Reykjavíkurvegur, Strandgata och Vesturgata. En större hamn för fartyg byggdes 1912 och den första bilen kom 1913.
Efter andra världskriget ankom fler större och mer avancerade trålare till hamnen. Idag är Hafnarfjörður ett av Islands största och viktigaste fiskecentra och det var också här de första fiskeauktionerna hölls. Genom åren har Hafnarfjörðurs lokala ekonomi varit starkt förankrad i fiskenäringen, och under senare år är även godstransport en viktig näring. Hamnen är idag Islands näst största.

## Vänorter
Hafnarfjörður har följande vänorter:
- Akureyri, Island
- Baoding, Kina
- Bærums kommun, Norge
- Cuxhaven, Tyskland
- Frederiksbergs kommun, Danmark
- Ilulissat, Grönland
- Tartu, Estland
- Tavastehus, Finland
- Tvøroyris kommun, Färöarna
- Uppsala kommun, Sverige

## Kända personer från staden
- Björgvin Halldórsson, musiker.
- Jóhanna Guðrún Jónsdóttir, musiker.
- Gylfi Sigurðsson, fotbollsspelare.
- Emil Hallfreðsson, fotbollsspelare.
- Stefán Karl Stefánsson, skådespelare.